# انگلیسی ساده کاربردی
انگلیسی ساده کاربردی (به انگلیسی: Simplified Technical English) گونه کنترل‌شده زبان انگلیسی است که در اوایل دهه ۱۹۸۰ برای کمک به افراد غیرانگلیسی‌زبان توسعه یافت. به مرور انگلیسی ساده کاربردی یک الزام برای پروژه‌های دفاعی از جمله وسایل نقلیه زمینی و دریایی شد و امروزه بسیاری از کتابچه‌های راهنمای نگهداری وسایل به این سبک نوشته می‌شوند.

## مزایا
مزایای انگلیسی ساده کاربردی عبارتند از:
- کاهش ابهام
- افزایش وضوح نوشتارهای فنی، به خصوص برای دستورالعمل‌ها
- افزایش درک مطلب برای کسانی که زبان اولشان انگلیسی نیست
- آسان‌تر، سریعتر و مقرون به صرفه تر کردن ترجمه انسانی
- تسهیل ترجمه به کمک رایانه و ترجمه ماشینی
- بهبود نگرانی‌ها برای تعمیر، نگهداری و مونتاژ وسایل با کاهش احتمال بروز نقص